# Räfiqä Şabanova
Räfiqä Şabanova (azerbajdzjanska: Rəfiqə Mahmud qızı Şabanova; ryska: Rafiga Sjabanova), född 31 oktober 1943 i Baku, Azerbajdzjanska SSR (nu Azerbajdzjan), är en azerbajdzjansk tidigare sovjetisk handbollsspelare.
Hon var med och tog OS-guld 1976 i Montréal.